# نورمان جرينهالغ
نورمان جرينهالغ (بالإنجليزية: Norman Greenhalgh)‏ (10 أغسطس 1914 في المملكة المتحدة - 1995) هو لاعب كرة قدم بريطاني (وحمل سابقاً جنسية المملكة المتحدة لبريطانيا العظمى وأيرلندا) في مركز الظهير. شارك مع منتخب إنجلترا لكرة القدم. أما مع النوادي، فقد لعب مع بولتون واندررز ونادي إيفرتون ونادي بانغور سيتي والرابطة الحادية عشر لكرة القدم ‏ وNew Brighton A.F.C. ‏.

## وصلات خارجية
- نورمان جرينهالغ على موقع قاعدة بيانات كرة القدم.إي يو (الإنجليزية)